# Теракт в Пешаваре (2022)
Террористический акт в Пешаваре — террористический акт, совершённый террористом-смертником «Исламского государства» в шиитской мечети Пешавара (Хайбер-Пахтунхва, Пакистан) 4 марта 2022 года во время пятничной молитвы. В результате теракта погибли по меньшей мере 63 человека, 196 получили ранения.
Теракт стал самым смертоносным в Пакистане с 2018 года, когда «Исламское государство» совершило взрывы в городах Банну и Мастунг.

## Предыстория
В конце XX и начале XXI веков Северо-Западный Пакистан часто подвергался нападениям исламистов. В 2004 году их нападения переросли в мятеж. В Пешаваре ранее происходили теракты, в том числе в шиитских мечетях (в 2013 и в 2015 годах).

## События
Перед взрывом двое вооружённых людей в чёрной одежде начали стрелять в полицейских у здания мечети. В завязавшейся схватке погиб боевик и полицейский. Выживший террорист вошёл в мечеть и открыл огонь по находившимся там, а затем взорвал себя с помощью взрывного устройства, содержащего металлические поражающие элементы и 5 килограммов взрывчатки.

## Ответственность
5 марта 2022 года террористическая организация «Вилаят Хорасан» (часть «Исламского государства») взяла на себя ответственность за теракт. Террорист-смертник, совершивший теракт, был идентифицирован «Исламским государством» как Джулайбиб аль-Кабли.

## Реакция
Теракт осудили Министерство иностранных дел Ирана, постоянный координатор Организации Объединённых Наций, пресс-секретари Афганистана, Объединённых Арабских Эмиратов, Саудовской Аравии, Египта, Соединённых Штатов Америки и архиепископ Кентерберийский.